# Ken Miles
Kenneth Henry Jarvis Miles (Sutton Coldfield, 1º novembre 1918 – Moreno Valley, 17 agosto 1966) è stato un pilota automobilistico britannico naturalizzato statunitense. Nel 2001 è stato inserito nella Motorsports Hall of Fame of America. Pur senza essere stato un pilota professionista per la maggior parte della sua vita, in virtù delle sue doti sia automobilistiche che meccaniche e della scomparsa prematura all’inizio della sua vera carriera, è considerato tra i più talentuosi racer che le categorie endurance abbiano visto. 
Vinse la 24 Ore di Daytona 1965 (insieme a Lloyd Ruby su una Ford GT40), la 24 Ore di Daytona 1966 (sempre con Lloyd Ruby su Ford GT40 Mk II), la 12 Ore di Sebring 1966 (insieme a Lloyd Ruby su Ford GT40 X1). Sempre con una Ford GT40 Mk II arrivò secondo in coppia con Denny Hulme alla 24 Ore di Le Mans 1966, dopo aver rallentato per aspettare i due compagni di scuderia e tagliare il traguardo appaiati. I commissari  diedero la vittoria a Bruce McLaren, perché al via era partito più indietro di Miles e aveva quindi effettuato un percorso maggiore.

## Carriera
Ken Miles nacque Kenneth Henry J. Miles il 1º novembre 1918 da Eric Miles e da Clarice Jarvis a Sutton Coldfield, vicino a Birmingham, in Inghilterra, una città nota per la sua produzione automobilistica. Miles cominciò a gareggiare in moto nel 1929, ma solo all'età di 15 anni, nel 1933, scoprì la sua propensione per la meccanica lasciando la scuola per entrare alla Wolseley Motors come apprendista. Nello stesso anno conobbe la futura moglie Mollie e acquistò una Austin 7 Special con cui cominciò a correre sulle quattro ruote. 
Durante la seconda guerra mondiale, servì nell'esercito britannico con il grado di sergente a partire dal 1942, e prese parte al D-Day come comandante di un'unità di carri armati nel 1944. Dopo la guerra, Miles fu assunto dalla Morris e nacque suo figlio Peter mentre riprese a correre con Bugatti, Alfa Romeo e Alvis nel Vintage Sports Car Club. Nel 1949, al volante di una Frazer-Nash con motore Ford-Mercury V8, partecipò a numerose gare in circuito e in salita in Inghilterra.

### Negli Stati Uniti
Nel 1951 Miles poi si trasferì negli Stati Uniti, più precisamente in California a Los Angeles, per lavorare alla Gough Industries e correre con una MG TD di serie. Nel 1953, dopo aver vinto la sua prima gara negli Stati Uniti a Pebble Beach, ottenne 14 vittorie consecutive di classe sotto 1500 cm³ in gare SCCA sulla MG TD con motore maggiorato. Per la stagione 1955, progettò, costruì e realizzò una seconda speciale basata su componenti MG, nota come Flying Shingle. Fu un grande successo nella classe F SCCA (vetture modificate) sulla costa occidentale. Miles corse con la Flying Shingle a Palm Springs alla fine di marzo, finendo primo assoluto contro il veterano Cy Yedor, sempre su una MG modificata, e il debuttante attore americano James Dean su una Porsche 356 Speedster. Miles fu poi squalificato per un'infrazione tecnica perché i suoi parafanghi risultavano troppo larghi, permettendo così a Yedor e Dean di scalare al primo e al secondo posto.
Durante il 1956, Miles gareggiò con una Porsche 550 Spyder di John von Neumann nella maggior parte degli eventi del Cal Club e della SCCA. Per la stagione 1957 Miles e Otto Zipper progettarono l'installazione del motore e del cambio di una Porsche 550 Spyder su una monoposto Cooper del 1956. Era la seconda auto da corsa di successo ad essere conosciuta sulla costa occidentale come the Pooper (crasi tra Porsche e Cooper, con un doppio senso, poop in inglese), la prima era sempre una Cooper dei primi anni '50 con motore e trasmissione di una Porsche 356, costruita e promossa da Pete Lovely. L'auto risultante dominava la classe F (vetture modificate) della SCCA sulla costa occidentale nelle stagioni 1957 e 1958 con Miles alla guida. Nel 1959, 1960 e 1961 con la Porsche 718 RS partecipò alla Road Racing Championship USAC per il Team Crandall Industries Incorporated vincendolo l'ultimo anno. Nel 1962 passò alla squadra corse del gruppo Rootes partecipando alle gare SCCA con la Sunbeam Alpine.

### Pilota-collaudatore per la Shelby American Inc.
Carroll Shelby non si fece spaventare dal carattere difficile di Miles, poco incline a ricevere degli ordini, ma rimase colpito dalla sua grande abilità come pilota e dal suo talento come tecnico e lo rese un membro chiave della Shelby American Inc. e della squadra corse Shelby/Cobra a partire dal 1963. Per la nuova azienda svolse l'attività di pilota collaudatore ed ebbe un ruolo fondamentale nello sviluppo delle versioni da strada e da corsa delle AC Cobra 289 e della Shelby Cobra 427, della Shelby Daytona Coupé, della Ford Mustang Shelby GT 350 e della Ford GT40 per le gare SCCA, USRRC e FIA tra il 1962 e il 1965. Aveva già svolto questo lavoro nel 1962, sempre in collaborazione con Carroll Shelby, per il gruppo Rootes quando svilupparono la Sunbeam Tiger, un'auto inglese dotata di un V8 americano; concettualmente simile alla AC Cobra. 

Con un accento "Brummie" tipico di Birmingham, sua città natale, molto pronunciato combinato con un senso dell'umorismo apparentemente oscuro e sardonico, era affettuosamente conosciuto nella squadra americana come "Teddy Teabag" (per la sua abitudine tutta inglese di bere del tè) o "Sidebite" (per la sua abitudine di parlare con un lato della bocca). Mentre faceva parte del team Shelby/Cobra, Miles partecipò con una monoposto Lotus 23 nella Player's 200 del 1964, al Mosport Park in Canada. 

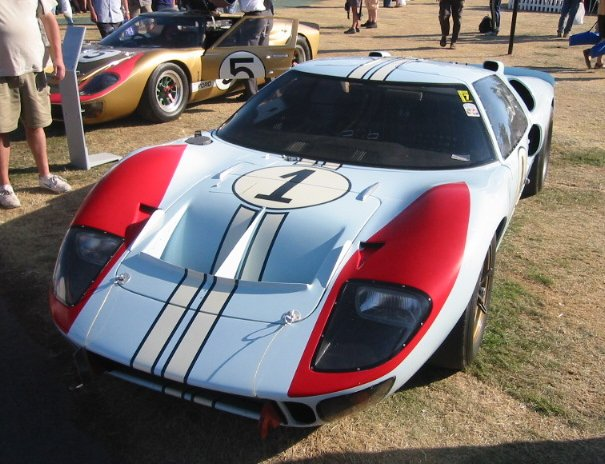
La Ford GT40 con cui Miles gareggiò alla 24h di Le Mans

Nel 1965 arrivò secondo alla 24 Ore di Daytona con una Ford GT40 Mk II in coppia con Bruce McLaren e debuttò alla 24 Ore di Le Mans sempre con la GT40 Mk II e McLaren, ma si ritirarono per problemi al cambio. Nel 1966, sulla Ford GT40 Mk II, Ken Miles ottenne i successi più importanti della sua carriera. Vinse, in macchina con Lloyd Ruby, la 24 Ore di Daytona e anche la 12 Ore di Sebring. Pochi mesi dopo fece parte del team Shelby/Cobra alla 24 Ore di Le Mans 1966.
Alla maratona francese, la Ford GT40 Mk II n. 1 dell'equipaggio Ken Miles - Denny Hulme aveva più volte migliorato il record della pista ed era in testa con quasi 4 giri di vantaggio sulla seconda e sulla terza auto, la Ford GT40 Mk II n. 2 di Bruce McLaren e Chris Amon e la n. 5 di Ronnie Bucknum e Dick Hutcherson, quando Leo Beebe, dirigente responsabile della squadra corse Ford, ordinò a Miles di rallentare per realizzare un arrivo in parata e scattare una foto storica delle loro tre vetture che tagliavano insieme il traguardo, da sfruttare a scopo pubblicitario. Miles rallentò e, complici delle soste non previste ai box, si fece raggiungere dalle vetture n. 2 e n. 5, ma la foto tanto attesa dai dirigenti Ford venne rovinata dalla Ford GT40 n. 2, la quale accelerò e tagliò il traguardo per primo. 
Secondo i dirigenti Ford, tutti e tre gli equipaggi e le vetture avrebbero dovuto essere vincitori, ma la vittoria finale venne assegnata alla coppia McLaren e Amon grazie a una prestazione sottotono in qualifica. Infatti, secondo un'attenta lettura del regolamento della gara, dal momento che Bruce McLaren e Chris Amon con la Ford n. 2 avevano iniziato la gara a circa 30 metri dietro la vettura n. 1 di Miles e Hulme, avevano percorso una distanza maggiore nello stesso tempo. A Miles venne quindi tolto il primato di essere l'unico pilota nella storia ad aver vinto a Sebring, Daytona e Le Mans nello stesso anno.

### La morte
La Ford J-car doveva essere l'erede della Ford GT40 Mk II e, nonostante i problemi di affidabilità, aveva mostrato del potenziale nelle prove per Le Mans 1966 in primavera. Dopo la morte del pilota Walt Hansgen in una Mk II, alla Ford fu presa la decisione di accantonare la J-car e concentrarsi sulla comprovata Mk II, e il prototipo venne poco sviluppato durante il resto della stagione 1966. Alla fine dell'annata sportiva, nell'agosto 1966, con la maratona francese già vinta, la Shelby American riprese il lavoro di collaudo e sviluppo con Miles come capo collaudatore. La J-car presentava diverse innovazioni aerodinamiche come una sezione posteriore tronca dotata di coda Kamm e un rivoluzionario telaio formato da pannelli a nido d'ape che avrebbero dovuto alleggerire e irrigidire la macchina; tuttavia, questo tipo di scocca non era mai stata sperimentata praticamente su nessuna auto da corsa.
Dopo quasi una giornata intera di prove al Circuito di Riverside nel caldo clima estivo del deserto della California meridionale, Miles si avvicinò alla fine della pista di 1,6 km, percorrendo la discesa a una velocità di circa 200 miglia orari (320 km/h circa) quando perse improvvisamente il controllo dell'auto che uscì di pista ribaltandosi e prendendo fuoco. Miles morì sul colpo. L'auto aveva subito esattamente il tipo di incidente che la costruzione a nido d'ape era stata progettata per prevenire. 
Conseguentemente all'incidente, l'aerodinamica della J-car venne fortemente modificata per correggere il sollevamento del retrotreno generato alle alte velocità e i dirigenti Ford, sotto pressione dopo due incidenti mortali in soli cinque mesi, ordinarono anche di installare un roll-bar in acciaio in stile NASCAR sulle future versioni dell'auto. Inoltre, la morte del 47enne Miles, dopo quella del 46enne Hansgen, spinse la Ford a favorire piloti più giovani nelle gare successive. 
La J-car significativamente rivista, ribattezzata Ford GT40 Mk IV, vinse le uniche due gare in cui venne iscritta, la 12 Ore di Sebring 1967 e la 24 Ore di Le Mans 1967. Il roll-bar della Mk IV (obbligatorio come conseguenza diretta della morte di Miles) probabilmente salvò la vita di Mario Andretti, che si schiantò violentemente durante la 24 Ore di Le Mans del 1967, riuscendo a salvarsi.
Ken Miles riposa nel Abbey of the Psalms Mausoleum del Hollywood Forever Cemetery di Hollywood in California.

## Nella cultura di massa
Dalla sua vita e carriera fu tratto nel 2019 il film Le Mans '66 - La grande sfida, dove Miles è interpretato da Christian Bale.

## Riconoscimenti
- 2001: Motorsports Hall of Fame of America